# Ein Shib
Ein Shib (tiếng Ả Rập: عين شيب) là một ngôi làng Syria nằm ở Idlib Nahiyah ở huyện Idlib, Idlib. Theo Cục Thống kê Trung ương Syria (CBS), Ein Shib có dân số 2415 trong cuộc điều tra dân số năm 2004.